# Zwart doodshoofdaapje
De zwart doodshoofdaapje (Saimiri vanzolinii) is een zoogdier uit de familie van de kapucijnapen en doodshoofdaapjes (Cebidae). De wetenschappelijke naam van de soort werd voor het eerst geldig gepubliceerd door Ayres in 1985.

## Voorkomen
De soort komt voor in Brazilië.